# Gliese 33
Gliese 33 (GJ 33 / HD 4628 / HR 222 / LHS 121) es una estrella de la constelación de Piscis de magnitud aparente +5,75. Está situada en la parte central de la constelación, al este de ω PIscium, al oeste de δ Piscium y al sureste de Algenib (γ Pegasi). Se encuentra a 24,3 años luz de distancia del sistema solar.
Gliese 33 es una enana naranja de tipo espectral K2V y 4929 K de temperatura efectiva.
Menos luminosa que el Sol —su luminosidad equivale a un 29 % de la luminosidad solar—, es una estrella de la secuencia principal semejante a ε Eridani o Gliese 783.
Su diámetro se corresponde a 3/4 partes del diámetro solar y su velocidad de rotación es de al menos 2,0 km/s.
Su metalicidad es inferior a la del Sol ([M/H] = -0,19), siendo sus abundancias relativas de hierro, sodio, silicio y titanio más bajas que en el Sol.
Su masa se estima en 0,76 masas solares y se piensa que es una estrella antigua con una edad entre 10 270 y 11 400 millones de años.
De acuerdo al Astronomiches Rechen-Institut de Heidelberg (ARICNS), en el pasado se pensó que Gliese 33 podía tener por compañera una estrella fulgurante, separada unas 20 UA. Posteriores estudios mediante interferometría de moteado y análisis de velocidad radial no han podido resolver la posible acompañante.
Las estrellas más cercanas a Gliese 33 son L 1157-47 a 6 años luz, BR Piscium a 7,5 años luz, y 107 Piscium y GJ 1286, ambas a 8,4 años luz.